# Lillasjön (Lidhults socken, Småland)
Lillasjön är en sjö i Ljungby kommun i Småland och ingår i Fylleåns huvudavrinningsområde. Sjöns area är 0,041 kvadratkilometer och den är belägen 173,9 meter över havet.